# GW190521
GW190521 (inicialment S190521g) era un senyal ondulatori gravitacional que resultà de la fusió de dos forats negres. Possiblement associat amb un flaix de llum; si aquesta associació és correcta, la fusió hauria ocorregut prop d'un tercer forat negre supermassiu. L'esdeveniment va ser observat pels detectors LIGO i Virgo el 21 de maig de 2019 a 03:02:29 UTC, i publicat el 2 de setembre de 2020. L'esdeveniment era 17 bilions d'anys llum lluny de Terra, dins d'una àrea de localització de 765 deg² cap a la constel·lació de la Cabellera de Berenice, la constel·lació dels Llebrers, o la constel·lació de Fènix.
Amb unes masses solars (M☉) de 85 i 86 respectivament, els dos forats negres que comprenen aquesta fusió són les masses progenitores més grans observades fins al moment. El forat negre resultant va tenir una massa equivalent a 142 vegades la del Sol, fent que aquesta sigui la primera detecció clara d'un forat negre de massa intermèdia. Les 9 masses solars restants van ser irradiades com a energia en la forma d'ones gravitacionals.